# Piano di Magadino

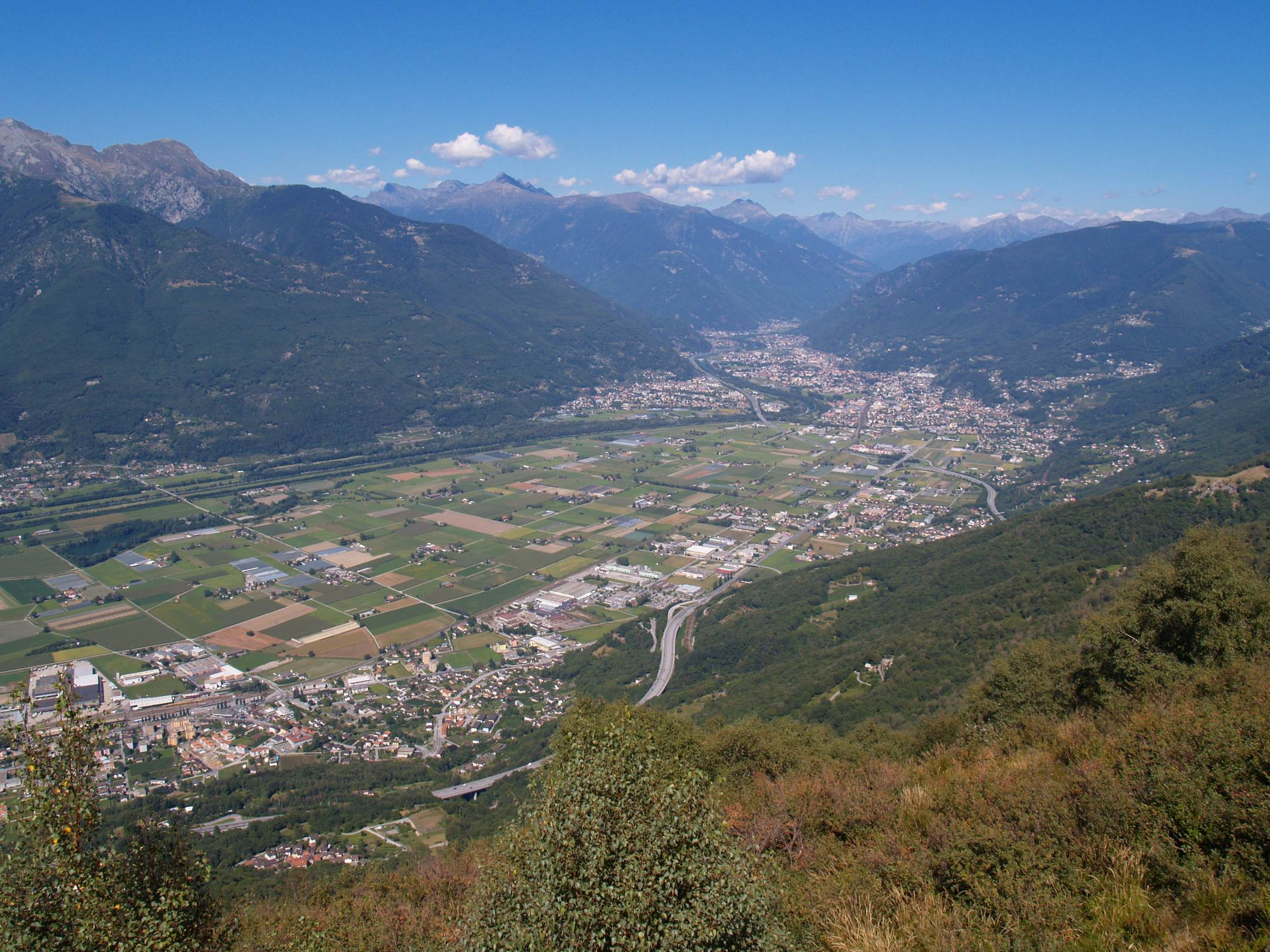
Il Piano di Magadino

Il Piano di Magadino è una zona valliva del Canton Ticino. Si espande dall'estremo settentrionale del Lago Maggiore fino a Bellinzona e deve il suo nome alla località di Magadino, posta nell'angolo sudoccidentale della zona pianeggiante.

## Storia
Tra le prime menzioni del piano vi è il cosiddetto "Dado", un regolamento stilato il 10 febbraio 1308 che disciplinava l'esercizio dell'erbatico nella vallata.

## Geografia
Il piano di Magadino è formato da sedimenti lasciati dal fiume Ticino. Prima che la piana del fiume venisse bonificata, tra il 1888 e il 1961, l'area era una palude, soggetta a piene e infestata da malattie.  Decine di piccoli pascoli sorgevano, alternati a terreni incolti e ghiaieti, attorno al letto del fiume e dei suoi meandri. Il 3 febbraio 1802 il cittadino Küpfer redige un rapporto al Direttorio elvetico sui vantaggi della bonifica agraria del piano.

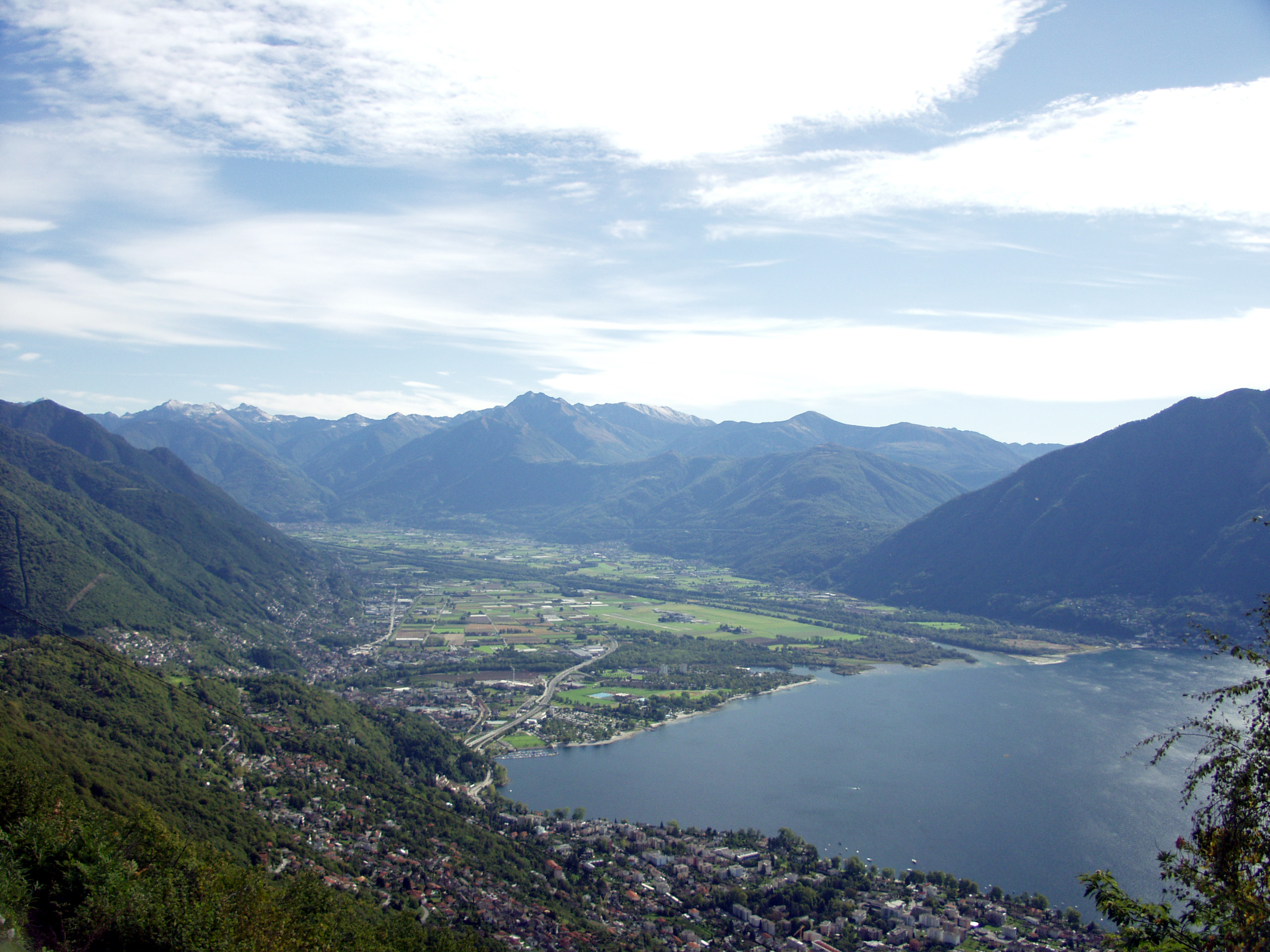
Piano di Magadino e foce del fiume Ticino

Le opere di bonifica convogliarono le acque, che prima percorrevano l'intera valle, in un canale largo 60 m, e gli argini costruiti su entrambi i lati impedivano al fiume di straripare.  La palude divenne così un'area agricola (sfruttata in particolare per la coltivazione intensiva del riso) e industriale.  Allo stesso tempo, nel delta del fiume fu costituita la ricca riserva naturale delle Bolle di Magadino (660 m²), in cui sono presenti numerose varietà di flora e fauna, tra cui oltre 300 specie di uccelli.

## Infrastrutture
Sul Piano di Magadino insistono varie infrastrutture: presso le Bolle sorge l'aeroporto di Locarno, mentre a Camorino vi è il portale settentrionale della galleria di base del Monte Ceneri.
Per quanto riguarda il trasporto su strada, esiste il progetto di una nuova strada di circonvallazione, la variante 95, pensata per alleggerire il traffico sulla strada cantonale; l'opera tuttavia fu fin da subito oggetto di contestazione per il consistente impatto ambientale che avrebbe sulla regione. Una votazione popolare tenutasi il 30 settembre 2007 bocciò il progetto, sebbene con una risicata maggioranza.